# Eisenbahnunfall von Nyack
Bei dem Eisenbahnunfall von Nyack am 30. August 1900 kollidierten entlaufene Güterwagen mit einem im Bahnhof Nyack (Montana) stehenden Personenzug. 36 Menschen starben.

## Ausgangslage
Der heute nicht mehr bestehende Bahnhof von Nyack lag in den Rocky Mountains an der Bahnstrecke von Chicago nach Seattle der Great Northern Railway. Ein Güterzug war aus dem Bahnhof in östlicher Richtung ausgefahren, wo die Strecke zum Gebirgskamm hin aufsteigt. In der Gegenrichtung war ein Personenzug unterwegs, der in Nyack hielt. Er bestand aus der Lokomotive und vier Personenwagen. Am Schluss dieses Zuges war zusätzlich der Salonwagen des stellvertretenden Direktors der Great Northern Railway angehängt.

## Unfallhergang
Von dem Güterzug lösten sich die letzten 18 Wagen, die mit Kies beladen waren, und rollten die Steigung über 25 km zurück. Im Bahnhof Nyack trafen sie auf das Ende des Personenzugs, der gerade den Bahnhof verlassen wollte. Sie zertrümmerten den Salonwagen und den davor laufenden Personenwagen, in dem 46 Arbeiter der Bahngesellschaft saßen.

## Folgen
33 der Arbeiter starben, ebenso wie der stellvertretende Direktor der Great Northern Railway, dessen mitreisender Sohn und dessen Koch. Die Holzaufbauten der Wagen fingen Feuer. Es gelang den übrigen Reisenden, sich aus den Trümmern zu befreien.